# Louis&Visee
Louis&Visee（ルイ・アンド・ヴィセ、9月11日 - ）は、日本の漫画家・原画家。女性　
別名義はLouis_IGs。

## 経歴・特徴
ゲーム原画の仕事を中心にしていた。漫画家としては、『COMICポプリクラブ』・『コミックPフラート』などに作品を発表していた。細い線の、細面の繊細な感じの男女を描く。登場人物の瞳が白いのが特徴。
ペンネームは愛犬2匹の名前（チワワとイタリアン・グレイハウンド）より命名。

## 作品リスト

### 単行本
- 『PURE cross LOVE』 2012年3月22日発売[4]、マックス〈ポプリコミックス〉、ISBN 978-4-86379-063-6
  - 「私のサンタさん♥」 （COMICポプリクラブ 2011年12月号）
  - 「ゲームと彼女と難易度と。」 （コミックPフラート VOL.3〈コミックポプリクラブ2009年2月号増刊〉）
  - 「Telephoneの向こう側…♥」 （COMICポプリクラブ 2010年7月号）
  - 「間に合え夏コ○新刊」 （コミックPフラート VOL.7〈コミックポプリクラブ2010年10月号増刊〉）
  - 「黒服と夜の蝶」 （COMICポプリクラブ 2010年12月号）
  - 「家政婦がメイド服に着替えたら…」 （COMICポプリクラブ 2011年4月号）
  - 「発情ローズイヤー」 （COMICポプリクラブ 2011年6月号）
  - 「お仕置きのカンパネラ」 （COMICポプリクラブ 2011年8月号）
  - 「秘密のカンパネラ」 （COMICポプリクラブ 2011年11月号）
  - 「文久ボンテージ」 （コミックPフラート VOL.13〈コミックポプリクラブ2011年10月号増刊〉）
  - 「むずむずローズイヤー」 （描き下ろし）

### 未収録作品
- 「チョコレートとローズイヤー」 （COMICポプリクラブ 2013年3月号）
- 「恋愛デリバリー」 （COMICポプリクラブ 2012年6月号）
- 「執事な彼女」 （COMICポプリクラブ 2012年12月号）
- 「突然女騎士が目の前に現れて捕虜にすることになった。」 （COMICポプリクラブ 2013年5月号）

### ゲーム
- 『ぷちぷち★ご奉仕』 （2005年、BLACK PACKAGE）
- 『逃亡者 毒島音露 〜離島の海女編〜』 （2005年、Waffle）
- 『ママと妹と僕と先生』 （2007年、ラブチェリー）
- 『聖魔の天秤』 （2008年、EROTICA BLACK）
- 『おキツネ中出し恩返し〜お姉さんの中でいーっぱい気持ちよくなってね〜』 （2008年、Norn / Miel / Cybele）
- 『悪魔っ娘は意地っ張り〜アンタなんかアタシのアソコですぐに虜にしてやるんだから！〜』 （2008年、Norn / Miel / Cybele）
- 『天然巨乳ドジっ娘ナース！〜毎日甘エロッ！中出し看護ライフ♪〜』 （2008年、Norn / Miel / Cybele）
- 『剣術教師と婚前子作り合宿』 （2008年、Norn / Miel / Cybele）
- 『恋人はやわちちお姉さん保険医 〜止めちゃダメよ？私が好きなら妊娠させて♪〜』 （2008年、Norn / Miel / Cybele）
- 『お堅いお嬢さま教師は巨乳妻 〜夫婦の証にあなたの精子で孕ませなさいっ〜』 （2009年、Norn / Miel / Cybele）
- 『ツン×ボテ！ 〜臨月エッチでこの子も私も愛してよねっ♪〜』 （2009年、Norn / Miel / Cybele）
- 『被虐Ms 〜精液搾り取らないで！〜』 （2009年、白濁系カウパー）
- 『エルフ妻とラブイチャおめでた生活〜濃いミルク飲んで飲まれてもう一人作りましょ♪〜』 （2009年、Norn / Miel / Cybele）
- 『プリンセスミルク～授乳エロイチャ生活♪お姫様の母乳以外飲めない身体に!?～』 （2010年、Norn / Miel / Cybele）
- 『魔界プリンセスフィリーネの優雅な搾精ライフ 〜打ち止めなんて許さないわよ〜』 （2010年、Norn）
- 『兄嫁の巨乳は蜜の味 〜妻がオンナに変わる刻〜』 （2017年、覇王）